# Centrum Kopernika Badań Interdyscyplinarnych
Centrum Kopernika Badań Interdyscyplinarnych – pozawydziałowa, autonomiczna jednostka Uniwersytetu Jagiellońskiego, istniejąca od 2008 roku (początkowo jako Ośrodek Badań Interdyscyplinarnych). Założycielem Centrum jest Michał Heller, a dyrektorem Bartosz Brożek (od 2018).
Pod auspicjami Centrum działa Copernicus Center Press i Copernicus College.
Centrum posiada swój kanał na Youtube, prowadzi także kilka portali internetowych: naukowy (filozofiawnauce.pl), w którym znajdują się artykuły naukowe, nagrania wykładów i konferencji naukowych; popularnonaukowy (granicenauki.pl), jak również poświęcony relacjom pomiędzy nauką a kulturą i religią (naukaireligia.pl). 
We wrześniu 2011 roku Centrum Kopernika Badań Interdyscyplinarnych otrzymało grant Fundacji Templetona w ramach projektu „Granice wyjaśniania naukowego”. Ponadto od 2011 roku Centrum wielokrotnie otrzymywało granty Ministerstwa Nauki i Szkolnictwa Wyższego przeznaczone na edukację i popularyzację nauki.

## Działalność
- edukacja (Copernicus College, lekcje w szkołach), organizacja konferencji i sympozjów,
- badania z zakresu: kosmologii, fizyki, biologii, neuronauki, psychologii, kognitywistyki, filozofii, prawa, logiki, teologii, historii nauki, relacji między nauką i religią oraz wpływu nauki na kulturę,
- popularyzacja nauki (w szczególności organizacja regularnych wykładów otwartych w Krakowie oraz corocznego Copernicus Festival).

Centrum Kopernika unika programowo działań propagandowych oraz ideologicznych.

## Fundacja
Prof. dr hab. Michał Heller przekazał otrzymaną w 2008 roku Nagrodę Templetona, łącznie 1,6 mln USD, na powstanie Fundacji Centrum Kopernika.

## KawiarniaDe Revolutionibus
Kawiarnio-księgarnia De Revolutionibus Books & Cafe powstała jesienią 2013 przy ul. Brackiej 14 w Krakowie z inicjatywy Fundacji Centrum Kopernika. Środki na jej założenie przeznaczył Michał Heller, który był też pomysłodawcą nazwy, nawiązującej do dzieła Mikołaja Kopernika De revolutionibus orbium coelestium (O obrotach sfer niebieskich).